# Hindon (rivier)

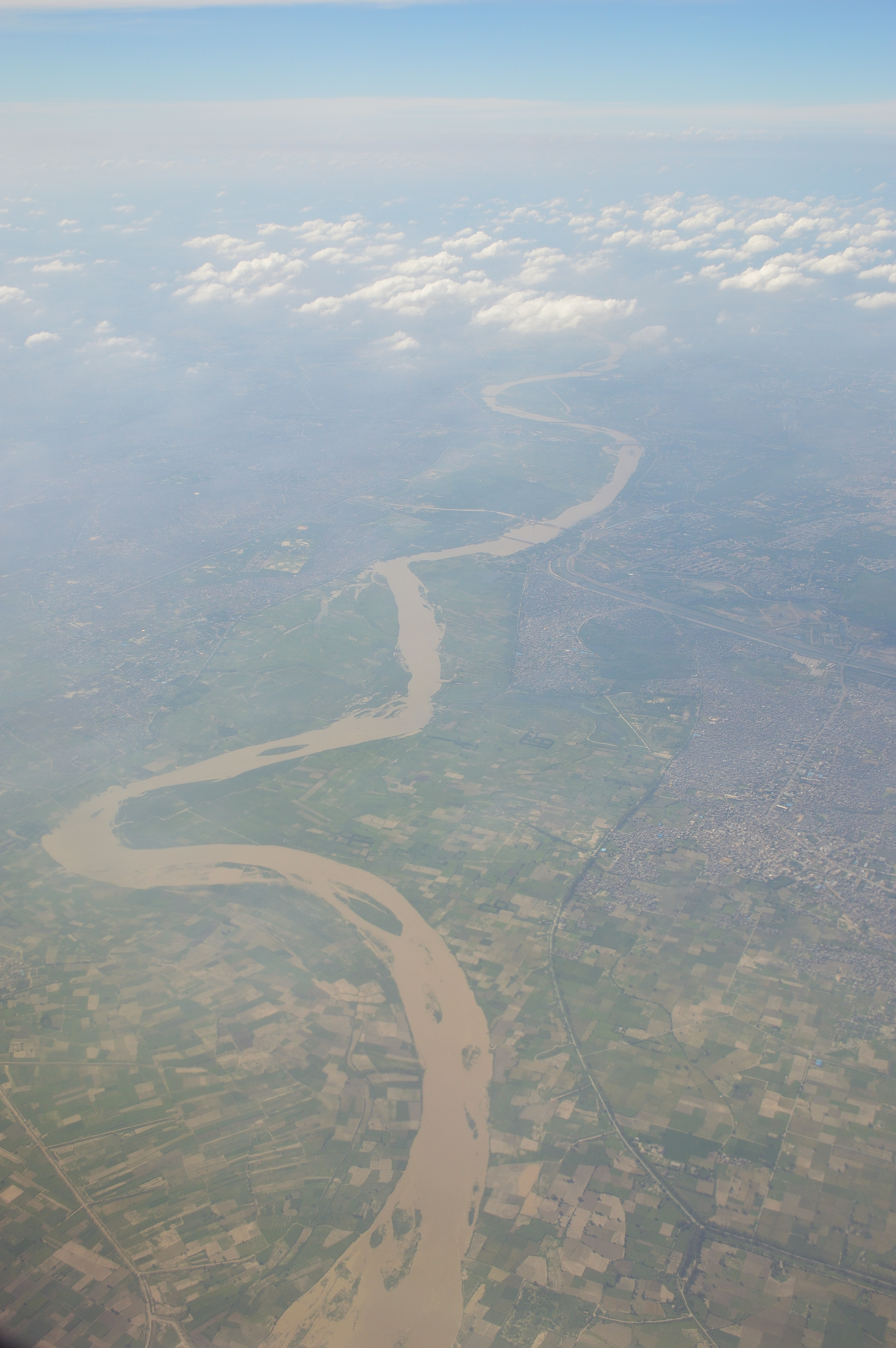
De Hindon

De Hindon, een zijrivier van de Yamuna, is een rivier in India die ontspringt in het district Saharanpur, van de Opper-Siwaliks in Mahabharat Lekh. De rivier wordt volledig door regen gevoed en heeft een stroomgebied van 7.083 km².
Ze vloeit tussen de Ganges en de Yamuna, over een traject van 400 kilometer door de districten Muzaffarnagar, Meerut, Bagpat, Ghaziabad, Noida, Greater Noida voordat ze samenvloeit met de Yamuna juist buiten Delhi. De Hindon Air Force Base van de Indiase luchtmacht ligt ook aan haar oevers in het district Ghaziabad aan de rand van Delhi.